# 에스텍
에스텍(ESTec Corp.)는 대한민국의 기업이다. 본사는 경상남도 양산시 유산공단9길 22(유산동)에 위치해 있다. 대표이사는 노광석이다.

## 참고 문헌
1. ↑  에스텍, 특수경비 전담법인 설립… "전문성 강화", 파이낸셜뉴스, 2024.05.07
2. ↑  한국IR협의회 기술분석보고서- 에스텍, 2022년 4월 26일
3. ↑  에스텍2019.07.18
4. ↑  2020.11.05.[깨진 링크(과거 내용 찾기)]